# 国家と自由の欧州
国家と自由の欧州（こっかとじゆうのおうしゅう）は、極右の欧州議会の政治会派。

## 沿革
国民連合などEU域内の極右政党を中心に結成された。

## 参加政党・議員
| 国           | 政党                 | 議員数 |
| ------------ | -------------------- | ------ |
| オーストリア | 自由党               | 2      |
| ベルギー     | フラームス・ベランフ | 1      |
| フランス     | 国民連合             | 15     |
| イタリア     | 同盟                 | 6      |
| オランダ     | 自由党               | 1      |